# Trinity Records
Trinity Records war ein in Hongkong ansässiges Musiklabel, dessen Veröffentlichungen für den Zeitraum 2002 bis 2010 nachgewiesen sind. Der Katalog umfasst u. a. Tonträger europäischer Gruppen, die speziell für den asiatischen Markt lizenziert wurden.

## Veröffentlichungen (Auswahl)
- 2002: Bloodbath – Resurrection Through Carnage
- 2003: Swallow the Sun – The Morning Never Came
- 2004: Orphaned Land – Mabool - The Story of the Three Sons of Seven
- 2004: Carnal Grief – Out of Crippled Seeds
- 2006: National Napalm Syndicate – Resurrection of the Wicked
- 2007: Alltheniko – We Will Fight!
- 2007: Dissection – Storm of the Light's Bane (Doppel-CD, Wiederveröffentlichung)
- 2008: Chthonic – Relentless Recurrence
- 2010: Dark Mirror Ov Tragedy – Under a Withered Branch (EP)